# Фетиев, Гавриил Мартынович
Гаври́ла Марты́нович Фе́тиев (дата рождения неизвестна — умер в 1683 году) — крупнейший вологодский купец («гость») XVII века.

## Биография
Все владения Г. М. Фетиева находились в Вологде и в Вологодском уезде. По переписной книге 1686 года за ним числилось в разных улицах 11 дворов. По описи имущества 1677 года, главным двором, где, как считается, жил сам владелец, был тот, что находился в Коровине улице близ приходской церкви Владимирской Божией Матери. Кроме дворов, за гостем было 6 1/2 лавок и одно лавочное место, мелкие промысловые заведения (кузницы, в том числе 2 в Ехаловых кузнецах, квасницы, солодовня и пр.). Под городом Г. М. Фетиеву принадлежала «пустынь Дюдиково» (по данным 1711 года, в ней было 46 дворов и был скотный двор), а также большое количество огородов и сенных покосов.
Г. М. Фетиев был здателем Владимирской церкви.
Все городские владения Фетиева после его смерти были переданы Владимирской церкви. По сведениям историка-краеведа Н. И. Суворова, по духовной Гаврилы Мартыновича этой церкви досталось 14 дворов и дворовых мест и 17 торговых помещений, а по преданию вологжан, Владимирская церковь, благодаря такому вкладчику, в былое время владела чуть ли не половиной территории города.